# Rhesus Admirabilis
Rhesus Admirabilis – piąty album studyjny zespołu Jesus Chrysler Suicide wydany w 2006 roku.

## Lista utworów
1. "Mad City" (sł. T. Rzeszutek, muz. T. Rzeszutek, J. Tomczyk)
2. "Bag czag" (sł. T. Rzeszutek, muz. T. Rzeszutek, R. Grubman)
3. "Trzy miasta" (sł. Grażyna "Gaya" Sławińska, muz. T. Rzeszutek, J. Tomczyk)
4. "Rotohydra" (sł. T. Rzeszutek, muz. T. Rzeszutek, J. Tomczyk, R. Grubman, M. Blicharz)
5. "Maszyna wykopie Cię w kosmos" (sł. T. Rzeszutek, muz. T. Rzeszutek)
6. "Kariera Metodema" (sł. T. Rzeszutek, muz. T. Rzeszutek, M. Blicharz)
7. "Przyczajka dentysty" (sł. T. Rzeszutek, muz. T. Rzeszutek, J. Tomczyk)
8. "Perpetuum Mobile i adrenalina" (sł. Eryk Przybyszewski, muz. T. Rzeszutek)
9. "PWDW" (sł. , muz. T Rzeszutek i S. Leniart)
10. "Recepta na szczęście" (sł. T. Rzeszutek, muz. T. Rzeszutek)
11. "Exit 111" (sł. T. Rzeszutek, muz. T. Rzeszutek)
12. "Hibernautus Hipnotauzus" (sł. T. Rzeszutek, muz. T. Rzeszutek, J. Tomczyk)
13. "Absinthia" (sł. T. Rzeszutek, muz. T. Rzeszutek, J. Tomczyk, R. Grubman)
14. "Misie" (sł. T. Rzeszutek, muz. T. Rzeszutek, J. Tomczyk)

## Twórcy
- Tomasz "Szamot" Rzeszutek – wokal, gitara, taśmy, produkcja, miksowanie
- Robert "Pingwin" Grubman – gitara, dudy, produkcja, miksowanie
- Jerzy "Diabeł" Tomczyk – gitara
- Marcin "Kejsi" Blicharz – gitara basowa, gitara, miksowanie
- Krzysztof Zurad - perkusja
- Grzegorz "Dżagas" Łagodziński – chóry growloriańskie
- Jacek Młodochowski - produkcja, miksowanie
- Grzegorz Piwkowski - mastering

Goście
- Łukasz Kurowski – instr. klawiszowe, sampling
- Dominik Muszyński – konga, djembe, berimbau
- Valdi Rzeszut – gitara solo w „Absinthia”
- Jacek Młodochowski – głos